# Claes-Göran Hederström

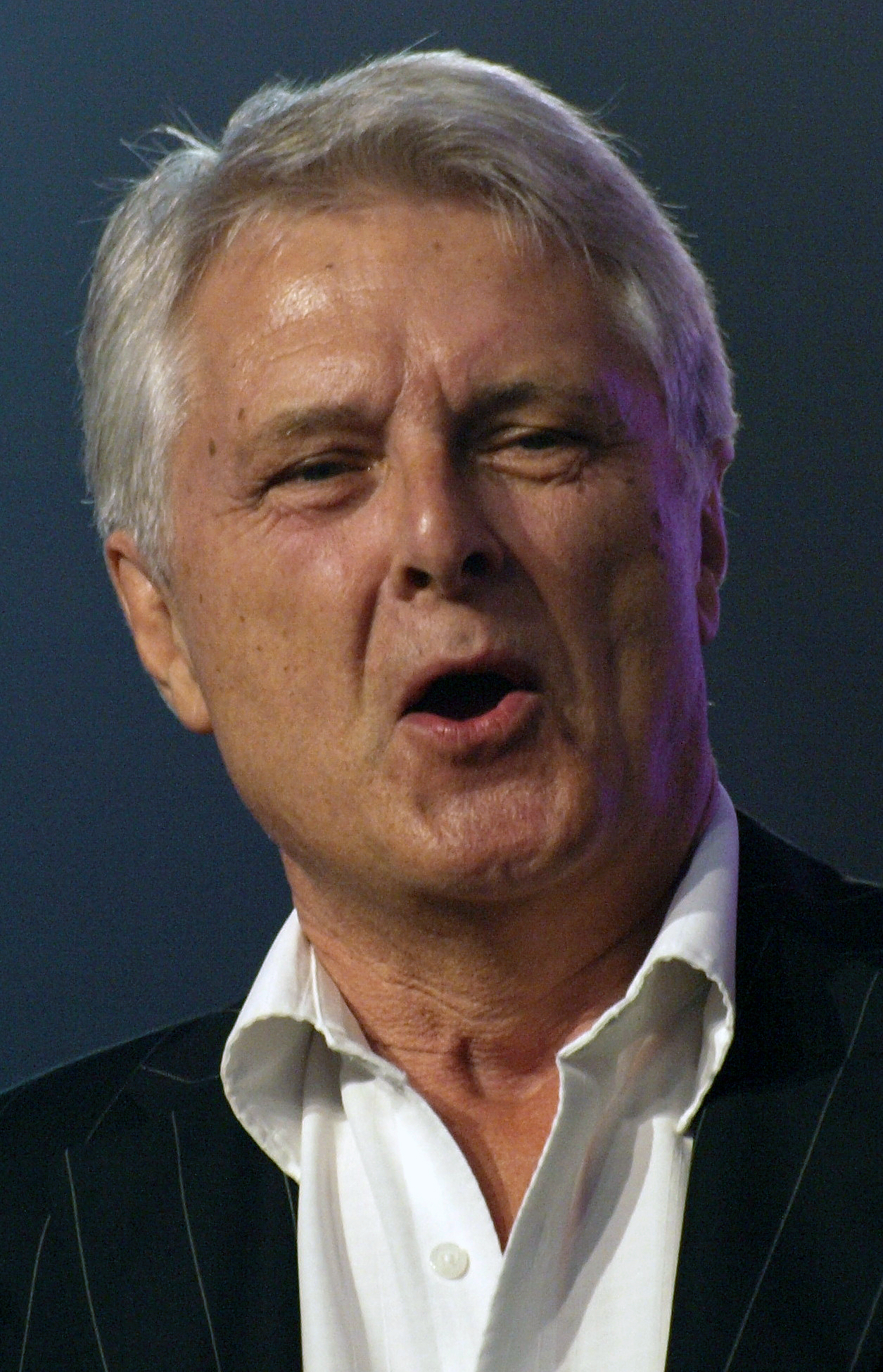
Claes-Göran Hederström (2010)

Claes-Göran Hederström (* 20. Oktober 1945 in Danderyd; † 8. November 2022 in Norrköping) war ein schwedischer Sänger.

## Leben und Wirken
Als Gewinner des Melodifestivalen 1968 durfte er sein Land beim Eurovision Song Contest 1968 in London vertreten. Mit dem Schlager Det börjar verka kärlek, banne mej (deutsch: „Verdammt, es fängt an wie Liebe auszusehen“) erreichte er den fünften Platz.
Nach einem Rückzug vom Musikgeschäft in den 1980er Jahren wurde er noch einmal ab den 1990er Jahren als Sänger aktiv.